# 행복의 나라 (2024년 영화)
《행복의 나라》는 2024년 공개된 대한민국의 드라마 영화이다. 이선균의 영화 유작이다. 

## 등장인물
- 조정석 : 정인후 역 - 변호인단 변호사, 박태주의 변호인
- 故이선균 : 박태주 역 - 중앙정보부 수행비서
- 유재명 : 전상두 역 - 보안사령관 겸 합수부장
- 우현 : 이만식 역 - 변호인단 대표, 김영일의 변호인
- 이원종 : 정진우 역 - 육군참모총장
- 전배수 : 부한명 역 - 변호인단 변호사
- 송영규 : 최용남 역 - 변호인단 변호사
- 최원영 : 백승기 역 - 군 검찰단 검사
- 강말금 : 옥정애 역 - 박태주의 처
- 박훈 : 김오룡 역 - 육군참모총장 수행부관
- 이현균 : 조상철 역 - 변호인단 변호사
- 진기주 : 조순정 역 - 인후의 여자친구
- 유성주 : 김영일 역 - 제8대 중앙정보부장
- 김법래 : 재판장 역 - 10.26사건 재판장
- 임철형 : 한호석 역 - 중앙정보부 의전과장
- 임기홍 : 운전수 역
- 박노식 : 깁스남 역
- 박경근 : 김지원 역 - 대통령 비서실장 역
- 서석규 : 유태욱 역 - 궁정동 안가 운전기사 역
- 황기석 : 이기성 역 - 궁정동 안가 경비조장 역
- 김용범 : 유석술 역 - 궁정동 안가 경비원 역
- 이태일 : 김태호 역 - 궁정동 안가 경비원 역

## 기타
- 대한민국 영화 역사상 처음으로 10.26 사건 재판을 다룬 영화다. 이전에 10.26 사건을 다룬 영화로는 그때 그 사람들, 남산의 부장들이 있었으나 둘 다 재판 과정까지는 다루지 않았다.[1]

## 수상 목록
- 2025년 제61회 백상예술대상 영화부문 남자 조연상 (유재명)